# ジマー・フレデッテ
ジェームズ・タフト・"ジマー"・フレデッテ（James Taft "Jimmer" Fredette, 1989年2月25日 - ）は、アメリカ合衆国ニューヨーク州グレンズフォールズ出身のバスケットボール選手。身長188cm、体重88kg。ポジションはコンボガード。

## 経歴

### 若齢期・高校
ニューヨーク州グレンズフォールズで生まれ、姉と2人の兄のいる末子であったフレデッテは、母親の付けた"ジマー"というニックネームで呼ばれ育った。グレンズフォールズハイスクールを卒業後、12校から勧誘を受けたが、結局、姉の母校であるブリガムヤング大学に入学した。

### カレッジ・大学
2007年から2011年まで、ブリガムヤング大学で4シーズンプレーし、最終年度にはNCAAディビジョンIの得点王となり、カレッジ・バスケットの、プレーヤーオブザイヤー、ジョン・ウッデン賞、ネイスミス賞、アドルフ・ラップ賞 、オスカーロバートソン賞を受賞した。 
| 年度      | 出場試合 | 出場時間 | 平均得点 | 平均リバウンド | 平均アシスト |
| --------- | -------- | -------- | -------- | -------------- | ------------ |
| 2007–2008 | 35       | 18.5     | 7.0      | 1.1            | 1.7          |
| 2008–2009 | 33       | 33.0     | 16.2     | 3.0            | 4.1          |
| 2009–2010 | 34       | 31.1     | 22.1     | 3.1            | 4.7          |
| 2010–2011 | 37       | 35.8     | 28.9     | 3.4            | 4.3          |

### NBA

#### サクラメント・キングス
2011年6月23日、2011年のNBAドラフトで、1巡目10位でミルウォーキー・バックスに指名された後 (バックスは当初クレイ・トンプソンを指名する予定だったと言われている) 、サクラメント・キングス、シャーロット・ボブキャッツとの3チームによる、ジョン・サーモンズ、ベイノ・ウードリック、ショーン・リビングストン、コーリー・マゲッティ、スティーブン・ジャクソンを含むトレードに絡んで交渉権がサクラメント・キングスに移り、サクラメントでプロキャリアをスタートさせることになった。
フレデッテには、"ジマーマニア(Jimmermania)"と呼ばれる熱狂的なファンがおり、サクラメント・キングスの背番号7のフレデッテのジャージ販売は、5.4倍の売上を記録し、オンライン販売とサクラメント地域の店舗で売り切れとなった。 
ロックアウトに伴い開幕が遅れたルーキーシーズンで、2011年12月17日のプレシーズンゲームのゴールデンステート・ウォリアーズ戦で21得点4リバウンドを記録しデビューを果たした。 。2012年1月10日、フィラデルフィア・76サーズ戦でレギュラーシーズンに於いて初のスターター出場を果たした。
2014年2月12日、ニューヨーク・ニックス戦でキャリアハイの24 得点を記録し、106–101 でオーバータイムとなった接戦を勝利した。
2014年2月27日、キングスにバイアウトされ、フリーエージェントとなった。

#### シカゴ・ブルズ
2014年3月2日、2013-14シーズンの残りをシカゴ・ブルズと契約した。

#### ニューオーリンズ・ペリカンズ
2014年7月24日、ニューオーリンズ・ペリカンズと契約した。2014年12月31日の対サンアントニオ・スパーズ戦で、このシーズン最高の14 得点、3 リバウンドを記録したが、オーバータイムの末に敗れている。

#### サンアントニオ・スパーズ
2015年7月22日、サンアントニオ・スパーズとトレーニングキャンプでのトライアウトに向けて契約を結び、この時点でギャランティー契約14名のスパーズで、残りの1名となり開幕ロースターに残れるかどうかの挑戦をすることとなった。この契約に関してフレデッテは「偉大な組織の一員に加えて頂き興奮し恐縮しています。機会を与えて頂いたことに感謝します。」とツイートしている。
2015年10月21日、スパーズはプレシーズンゲームを1試合残した時点で、トレーニングキャンプ契約のフレデッテ、ユッスー・ンドゥイ、キーファー・サイクス、デショーン・トーマスの4選手をウェイブした。
その後フレデッテは、10月31日のNBADLドラフトで、ニューヨーク・ニックス傘下のウェストチェスター・ニックスから1位指名を受けた。

#### ニューオーリンズ・ペリカンズ
2015年11月09日、開幕から故障者が相次ぎ苦戦していたニューオーリンズ・ペリカンズと、救済条項(ディスエイブルド・プレイヤー例外条項)に基づき契約したが、11月19日に再び解雇された。

#### ウェストチェスター・ニックス
再びウェストチェスター・ニックスに戻ったフレデッテは、2016年のNBAオールスターゲーム前夜祭のNBADLオールスターゲームの出場メンバーに選出され、本戦では全選手最多の35得点を記録し、MVPに選出された。

#### ニューヨーク・ニックス
2016年2月19日、ニューヨーク・ニックスと10日間契約を結んだ。しかし、2度目の契約は更新されず、3月2日に解雇された。

### 中国へ
2016年8月2日、CBAの上海シャークスと契約した。2017年2月のリーグ戦では、2度の延長戦の末に54分間出場し、73得点を記録するという活躍を見せた。
2017年7月23日、シャークスと契約を延長した。

## 個人成績

### NBA

#### レギュラーシーズン
| シーズン | チーム | GP  | GS | MPG  | FG%   | 3P%   | FT%   | RPG | APG | SPG | BPG | PPG |
| -------- | ------ | --- | -- | ---- | ----- | ----- | ----- | --- | --- | --- | --- | --- |
| 2011–12  | SAC    | 61  | 7  | 18.6 | .386  | .361  | .833  | 1.2 | 1.8 | .5  | .0  | 7.6 |
| 2012–13  | SAC    | 69  | 0  | 14.0 | .421  | .417  | .859  | 1.0 | 1.3 | .4  | .0  | 7.2 |
| 2013–14  | SAC    | 41  | 0  | 11.3 | .475  | .493  | .895  | 1.1 | 1.5 | .3  | .1  | 5.9 |
| 2013–14  | CHI    | 8   | 0  | 7.0  | .448  | .364  | 1.000 | .9  | .4  | .0  | .0  | 4.0 |
| 2014–15  | NOP    | 50  | 0  | 10.2 | .380  | .188  | .956  | .8  | 1.2 | .3  | .0  | 3.6 |
| 2015–16  | NOP    | 4   | 0  | 3.3  | .250  | .000  | .000  | .0  | .3  | .3  | .0  | .5  |
| 2015–16  | NYK    | 2   | 0  | 2.5  | 1.000 | 1.000 | .800  | .0  | .0  | .0  | .0  | 3.5 |
| 2018–19  | PHX    | 6   | 0  | 10.8 | .276  | .000  | 1.000 | 1.2 | 1.3 | .5  | .0  | 3.7 |
| 通算     | 通算   | 241 | 7  | 13.3 | .409  | .372  | .879  | 1.0 | 1.4 | .4  | .0  | 6.0 |

### CBA
| シーズン | チーム         | GP | GS | MPG  | FG%  | 3P%  | FT%  | RPG | APG | SPG | BPG | PPG  |
| -------- | -------------- | -- | -- | ---- | ---- | ---- | ---- | --- | --- | --- | --- | ---- |
| 2016–17  | 上海シャークス | 37 | 37 | 39.3 | .482 | .411 | .928 | 7.9 | 4.3 | 1.7 | .1  | 37.3 |
| 2017–18  | 上海シャークス | 38 | 38 | 41.1 | .453 | .424 | .948 | 6.7 | 5.4 | 2.0 | .0  | 37.4 |
| 2018–19  | 上海シャークス | 43 | 43 | 40.2 | .480 | .424 | .917 | 5.7 | 5.4 | 2.6 | .2  | 36.9 |
| 2020–21  | 上海シャークス | 44 | 44 | 32.1 | .466 | .402 | .936 | 5.8 | 6.4 | 1.6 | .5  | 27.3 |

### ユーロリーグ
| シーズン | チーム           | GP | GS | MPG  | FG%  | 3P%  | FT%  | RPG | APG | SPG | BPG | PPG  | PIR  |
| -------- | ---------------- | -- | -- | ---- | ---- | ---- | ---- | --- | --- | --- | --- | ---- | ---- |
| 2019–20  | パナシナイコスBC | 27 | 24 | 21.3 | .474 | .417 | .955 | 2.1 | 1.8 | .8  | .0  | 12.9 | 12.6 |

## プレースタイル
ブリガムヤング大学で、最終年度にNCAAディビジョンIの得点王となり、カレッジ・バスケットの、プレーヤーオブザイヤー、ジョン・ウッデン賞、ネイスミス賞などの主要な賞を受けたフレデッテの能力は、バスケットボール関係者に大きな注目を集め、NBAのケビン・デュラントは,、ツイッターに「ジマー・フレデッテは世界最高のスコアラーだ。」と語っている。一方でスティーブ・ナッシュは、ターンオーバーの多いことを皮肉って、「ジマー・フレデッテ？その名前はそのままで"不器用な人"だ。ミスをするのも無理はない。」とツイートしている。また、ユタ大学ヘッドコーチの ジム・ボイレンはフレデッテの最大の武器は「威張った態度と自信」であると語っており、バージニア大学の ジェイ・ライトは、フレデッテのコート上での攻撃性をピート・マラビッチと比較し注目している。
スコアラーとしての能力の高さに比して、ゲームメーク・ディフェンスの能力が不足していることから、NBA入りしてからは、充分な出場時間を得られず、成長の妨げともなっており、チームを渡り歩く状態が続いている。2015年のサンアントニオ・スパーズでのトレーニングキャンプ契約がNBA生き残りの最後のチャンスになるのではないかとの論評も出ている中でロースターに残ることは出来なかった。

## 脚註
1. ↑  “Jimmer Fredette”.   draftexpress.com (2007年). 2015年7月23日閲覧。
2. ↑  “These Basketball Players Have Uncommon Skills and Names”.   NameCandy (2010年12月15日). 2011年3月17日閲覧。
3. ↑  Medved, Eric (2010年12月12日). “Jimmer goes a long way in repeating his amazing 2009 performance against 'Zona”. Albany Times Union.  オリジナルの2012年10月16日時点におけるアーカイブ。 2011年3月17日閲覧。
4. ↑  “Jimmer Fredette”.  NBA.com (201-0-). 2015年7月23日閲覧。
5. ↑  “Jimmer Fredette”.   RealGM.com. 2015年7月23日閲覧。
6. ↑  Layden, Tim (2009年3月18日). “With a crowd behind him, Fredette hoping to take BYU to new heights”. Sports Illustrated. 2011年1月26日閲覧。
7. ↑  BYU Men's Basketball Information Zone. BYUCougars.com (March 22, 2011). Retrieved on June 9, 2011.
8. ↑  Jay Drew (2011年3月30日). “BYU's  wins Adolph Rupp Award, makes Wooden All-America team”. The Salt Lake Tribune. 2011年4月1日閲覧。
9. ↑  “BYU's Fredette Wins 2010–11 Oscar Robertson Trophy”.  USBWA (2011年3月28日). 2011年4月1日閲覧。
10. ↑  Jimmer Fredette  #32  G. “Jimmer Fredette Stats, News, Photos”.   ESPN. 2011年3月17日閲覧。
11. ↑  Klay Thompson Expected To Be Picked By Bucks In 2011
12. ↑  O'Connor, Ian (2011年6月24日). “Fredette out to break NBA stereotypes”. ESPN.com 2011年8月13日閲覧。
13. ↑  Scott Coleman (2011年12月31日). “Jimmer Fredette Has Sacramento Kings Merchandise Sales Booming”. 2012年2月2日時点のオリジナルよりアーカイブ。2012年6月18日閲覧。
14. ↑  “Jimmer Fredette has 21 points but Kings fall to Warriors”.   ESPN (2011年12月17日). 2012年1月4日閲覧。
15. ↑  “Box Score”.   National Basketball Association (2011年12月17日). 2012年1月4日閲覧。
16. ↑  “76ers 112, Kings 85”.   ESPN. 2012年1月11日閲覧。
17. ↑  “Notebook: Kings 106, Knicks 101 OT”. NBA.com (2014年2月12日). 2014年2月12日閲覧。
18. ↑  KINGS AND JIMMER FREDETTE AGREE TO BUYOUT
19. ↑  BULLS SIGN FREDETTE FOR REMAINDER OF THE SEASON
20. ↑  Pelicans Sign Fredette and Young
21. ↑  Spurs edge Pelicans 95-93 in OT
22. ↑  “Jimmer Fredette signs with Spurs”. ESPN. (2015年7月22日) 2015年7月22日閲覧。
23. ↑  Jimmer Fredette, Spurs Agree Upon Camp Deal
24. ↑  “Very excited and humbled to be apart of such a great organization! Thank you for the opportunity! #spurs”.   twitter.com (2015年7月22日). 2015年7月23日閲覧。
25. ↑  “Fredette, Ndoye, Sykes, and Thomas waived by Spurs”.   POUNDING THE ROCK (2015年10月21日). 2015年10月22日閲覧。
26. ↑  “Jimmer Fredette Signs With Pelicans”.   RealGM (2015年11月9日). 2015年11月10日閲覧。
27. ↑  Pelicans Waive Jimmer Fredette
28. ↑  Jimmer Fredette Named MVP Of D-League All-Star Game
29. ↑  Knicks to sign Jimmer Fredette to a 10-day contract
30. ↑  Knicks won't re-sign Jimmer Fredette to 10-day deal
31. ↑  Jimmer Fredette Expected To Play In China
32. ↑  Jimmer Fredette scores 73 points in double overtime loss in China
33. ↑  Jimmer Fredette expected to re-sign with Shanghai Sharks
34. ↑  “Kevin Durant marvels at Jimmer Fredette”.   Thunder Rumblings (2011年1月28日). 2011年3月17日閲覧。
35. ↑  “Steve Nash: Jimmer Fredette?”.   Twitter. 2011年3月17日閲覧。
36. ↑  “The journey of Jimmer Fredette”.   mysanantonio.com (2015年7月23日). 2015年7月24日閲覧。